# Nintendo Switch
Nintendo Switch (ретроактивно наречена "Nintendo Switch 1" от 2025 г. насам) е конзола за видеоигри, разработена от „Нинтендо“ и пусната в световен мащаб в повечето страни на 3 март 2017 г.
Като конзола от осмо поколение Nintendo Switch се конкурира с Xbox One на „Майкрософт“ и PlayStation 4 на „Сони“. Близо три милиона единици са продадени през първия месец след излизането ѝ, надхвърляйки първоначалната прогноза на „Нинтендо“ за два милиона и в рамките на една година от пускането на пазара. До края на първата година продажбите достигат над 14 милиона по целия свят. До началото на 2018 г. Switch става най-бързо продаваната домашна или хибридна конзола както в Япония, така и в Съединените щати. Към юни 2022 г. от всички модели на Nintendo Switch са продадени над 111 милиона бройки по целия свят. Продажбите на Switch са силно обвързани с успеха на шест видео игри, разработени от „Нинтендо“, всяка от които продава над двадесет милиона бройки, това са: The Legend of Zelda: Breath of the Wild, Mario Kart 8 Deluxe, Super Mario Odyssey, Super Smash Bros. Ultimate, Pokémon Sword and Shield и Animal Crossing: New Horizons. Наследникът на Nintendo Switch, Nintendo Switch 2 е пуснат на 5 юни 2025 г.